# Prunus maximowiczii
Prunus maximowiczii är en rosväxtart som beskrevs av Franz Josef Ivanovich Ruprecht. Prunus maximowiczii ingår i släktet prunusar och familjen rosväxter.
Arten förekommer främst i Japan samt glest fördelad på Koreahalvön, i östra Kina och i östra Ryssland.
Prunus maximowiczii är inte sällsynt och den listas av IUCN som livskraftig (LC).

## Underarter
Arten delas in i följande underarter:
- P. m. adenophora
- P. m. aperta

## Bildgalleri

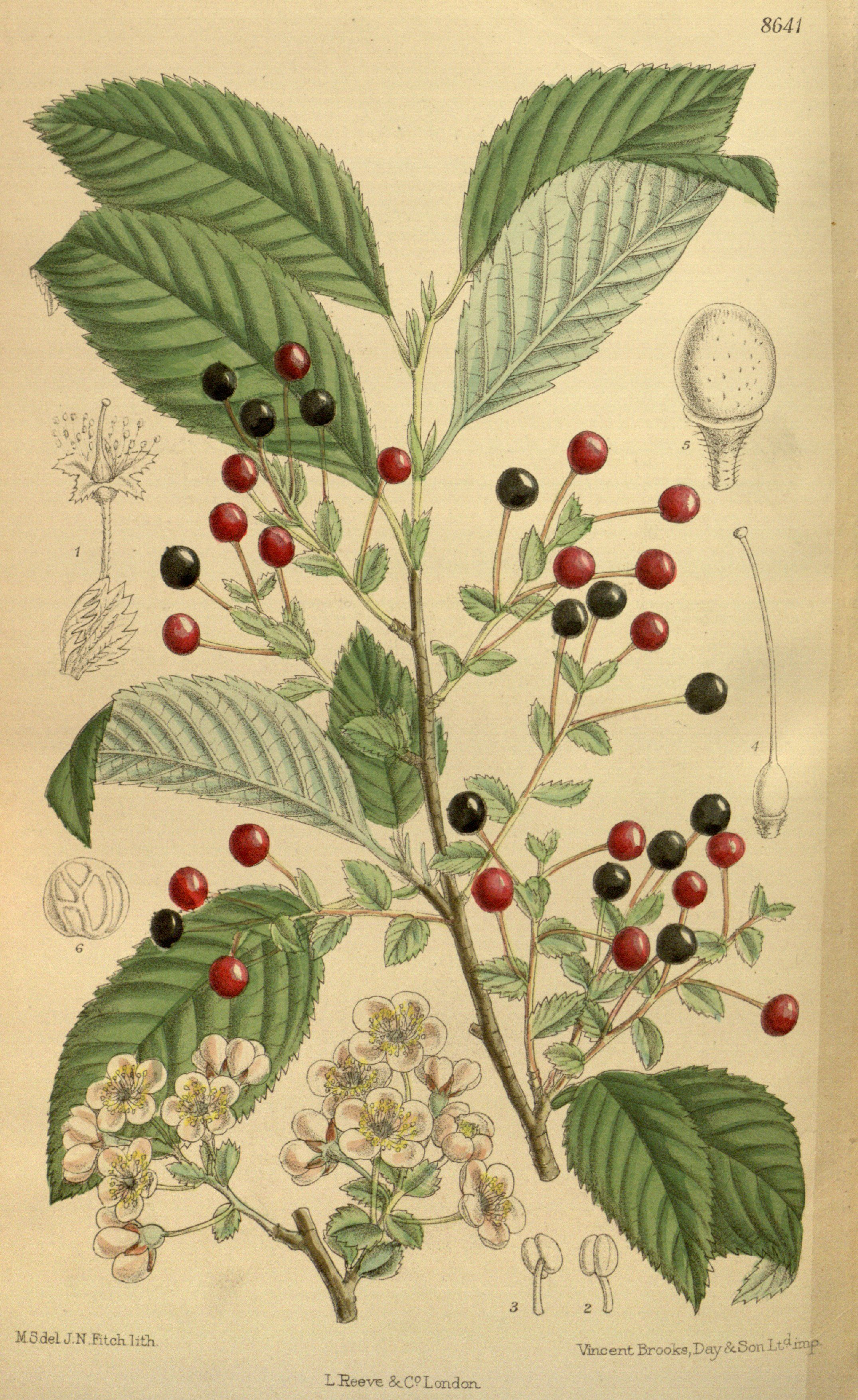
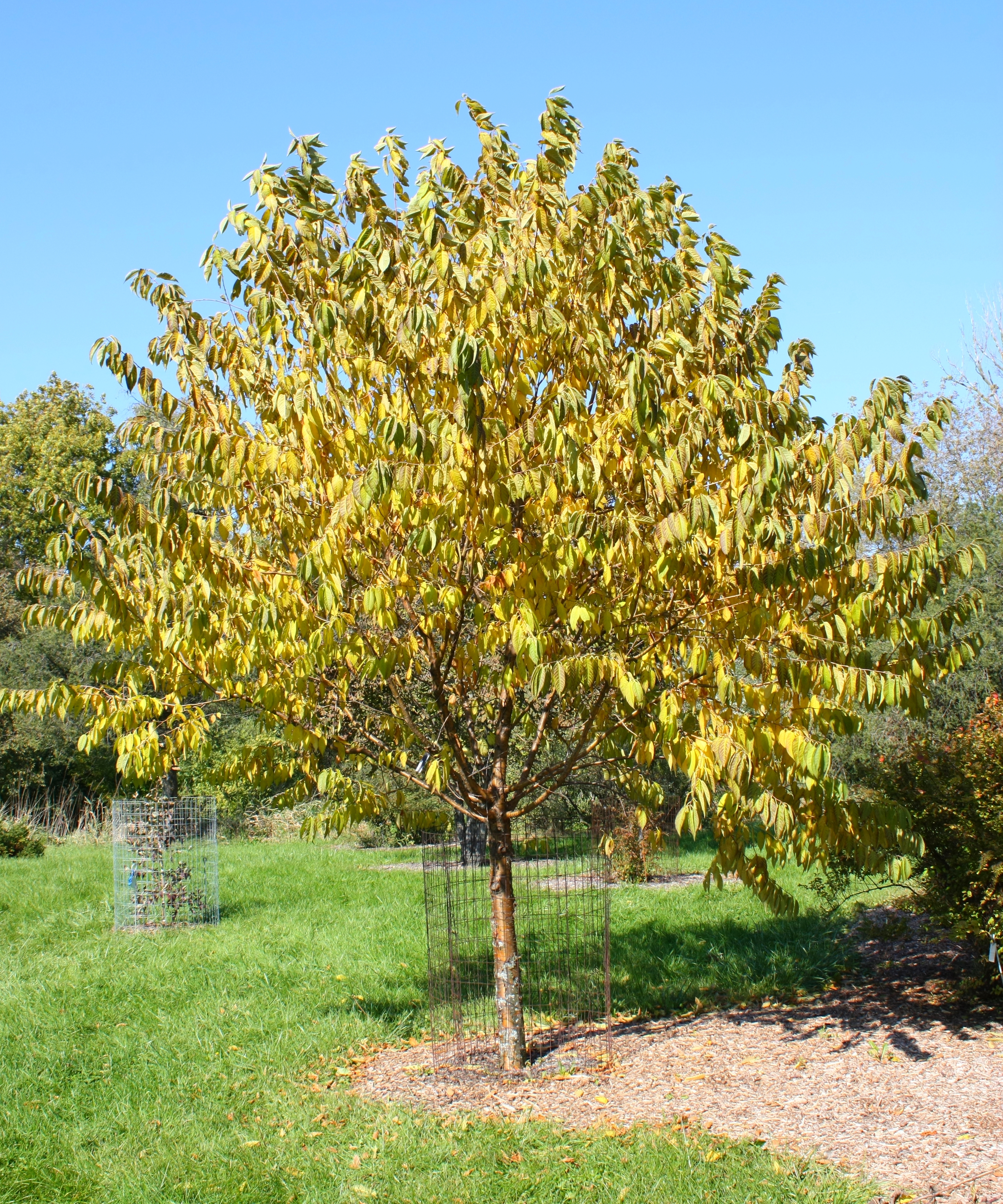
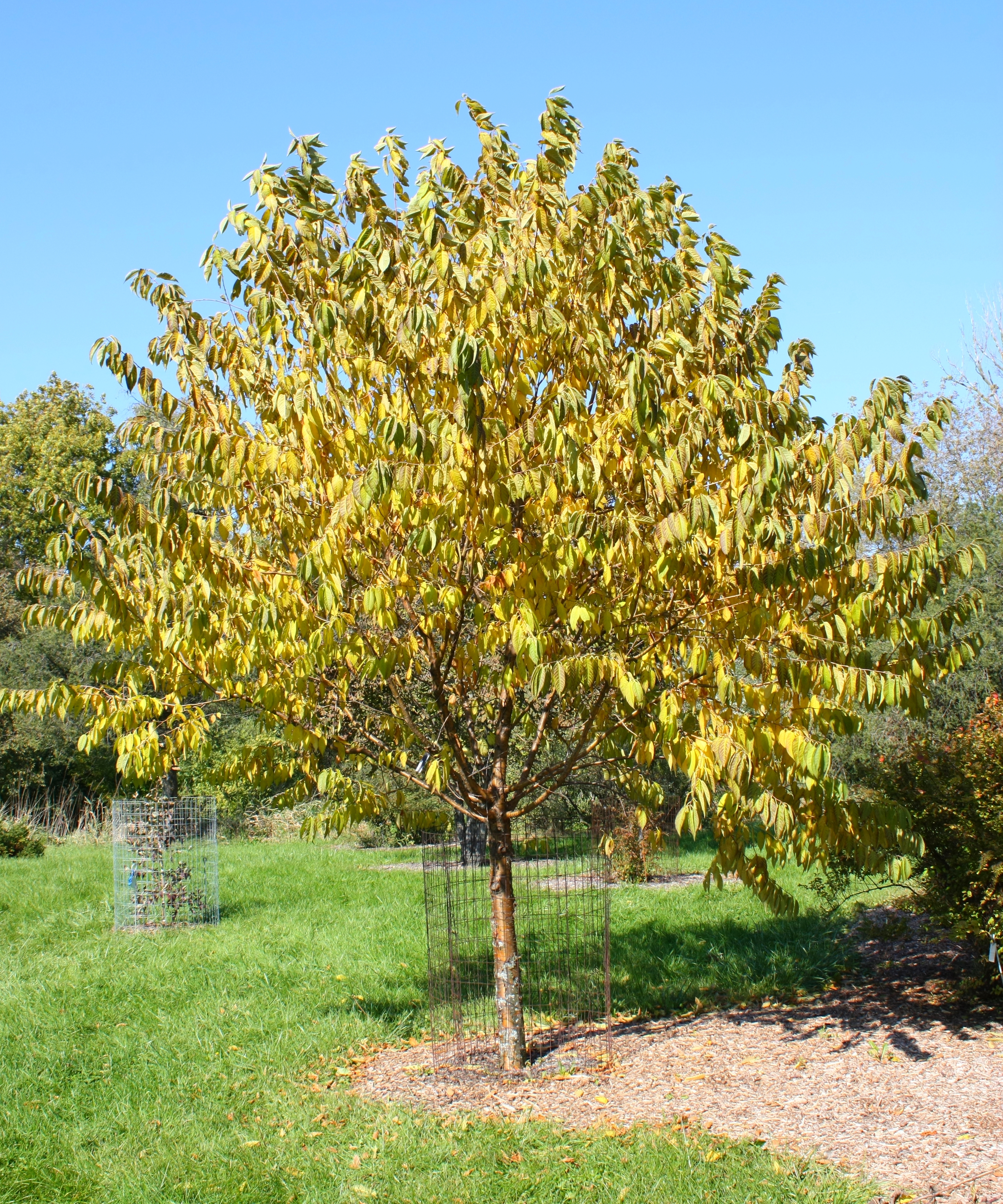